# Unió d'imatges
La unió d'imatges o unió de fotos és el procés de combinar múltiples imatges fotogràfiques (amb camps de visió que es superposen en els extrems) per produir una imatge d'alta resolució o panorama segmentat. Comunament es realitza mitjançant l'ús de programes informàtics perquè no es vegin les "costures" d'unió aconseguint superposicions gairebé exactes entre les imatges i exposicions idèntiques. Algunes càmeres digitals poden unir les seves fotos internament. La unió d'imatges s'utilitza àmpliament en el món d'avui en aplicacions com ara:
- La funció d'"estabilització d'imatge" de les videocàmeres que utilitzen l'alineació de la imatge, segons els fotogrames per segon.
- Mosaics d'alta resolució de fotos en mapes digitals i fotos de satèl·lit.
- Imatges mèdiques.
- Imatges múltiples de super-resolució.

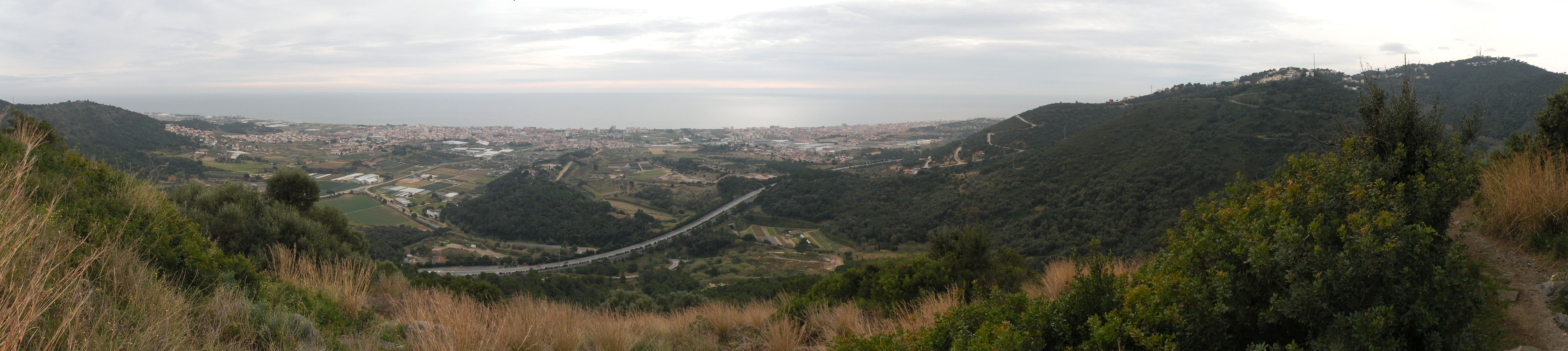
Vista des del castell de Montpalau, un exemple d'un panorama creat unió de 3 fotos

- Unió de vídeo.
- Inserció d'objectes.

## Eines d'unió d'imatges
Programes dedicats inclouen Autostitch, SharpStitch, Kolor Autopano, Hugin, Panorama Maker, Ptgui, Panorama Tools, Microsoft Research Image Composite Editor and CleVR Stitcher. Altres paquets de programari de retoc fotogràfic digital com el Photoshop també realitzen unió d'imatges.
La llibreria de programació de codi obert OpenCV és també utilitzada en unió d'imatges per a aplicacions d'ordinador i mòbil.